# Marrucins
Els marrucins (en llatí: Marrucini; en grec antic: Μαρρουκῖνοι) eren un poble itàlic que habitava a la zona central de la península Itàlica, dels Apenins fins a la mar Adriàtica al llarg del riu Atern. Eren veïns dels vestins, dels frentans i dels pelignes. Eren d'origen sabí, i estaven emparentats amb els marsos.
Primer foren enemics dels romans, però posteriorment s'hi van aliar i, finalment, van romandre inclosos dins la República Romana amb la llei Julia de civitate italis danda de l'any 90 aC.

## Nom

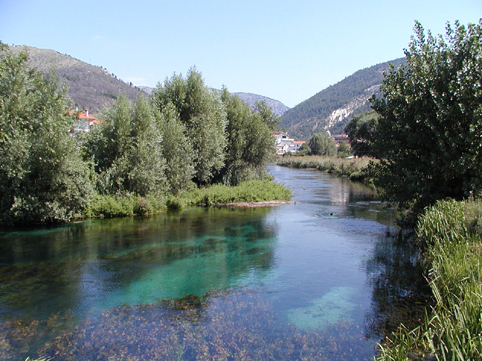
El riu Atern passant a prop de Pescara

L'any 1846, Theodor Mommsen va publicar la traducció que havia fet d'unes inscripcions en bronze anomenades Tabula rapinensis, trobades a Rapino i datades del segle iii aC. S'hi pot llegir que els mateixos marrucins s'anomenaven touta marouca, és a dir, 'el poble dels marrucins'. El mot marouca, amb el sufix -in-, va donar en llatí Marrucini; aquest sufix indica que es tracta d'un mot d'origen preindoeuropeu, de manera que serien una tribu nadiua conquerida pels pobles itàlics quan van arribar a la península Itàlica vers el segle xii aC. El dialecte en què està escrit és una variant de la llengua parlada pels sabèl·lics.

## Territori

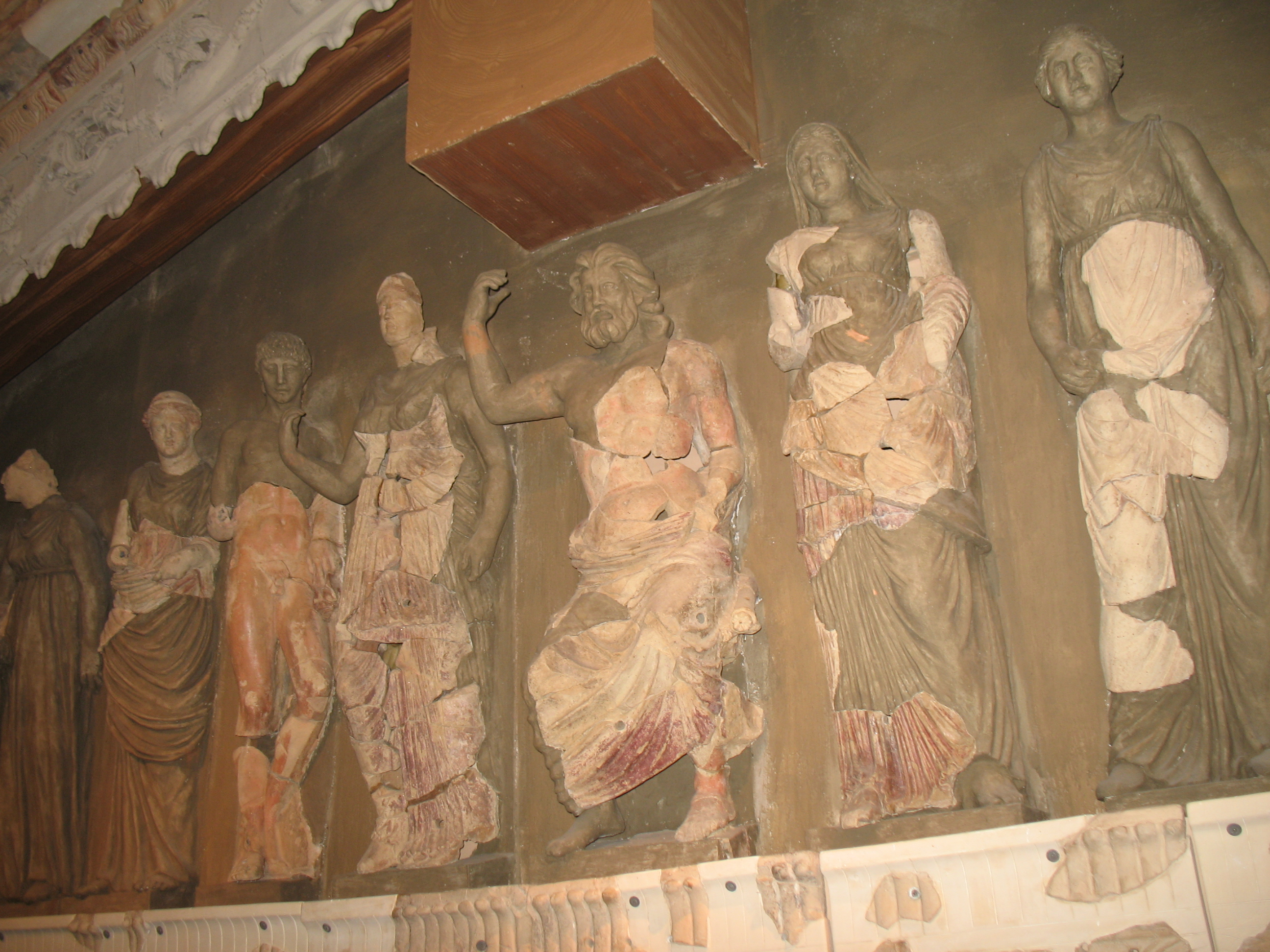
Frontó d'un temple de Teate

El territori dels marrucins limitava al nord amb el dels vestins pel riu Atern; al sud, amb el dels frentans pel riu Foro; i, al sud-oest, els pelignes i els caracens, habitants de les muntanyes. El territori dels marrucins (ager Marrucinus, Μαρρουκίνη) era reduït, però fèrtil; produïa vi i gra en abundància, així com fruita i vegetals. La zona, però, va ser víctima de diversos terratrèmols.
Es creu que els seus assentaments eren del tipus poblacions fortificades a dalt de turons. La principal ciutat era Teate, el territori municipal de la qual sembla que va abraçar tot el territori dels marrucins. Una altra ciutat fou Interpromium, a la via Valèria, però era només un vicus; Aternum (Pescara), a la desembocadura de l'Atern, la feien servir de port, però pertanyia als vestins.

## Relació amb Roma

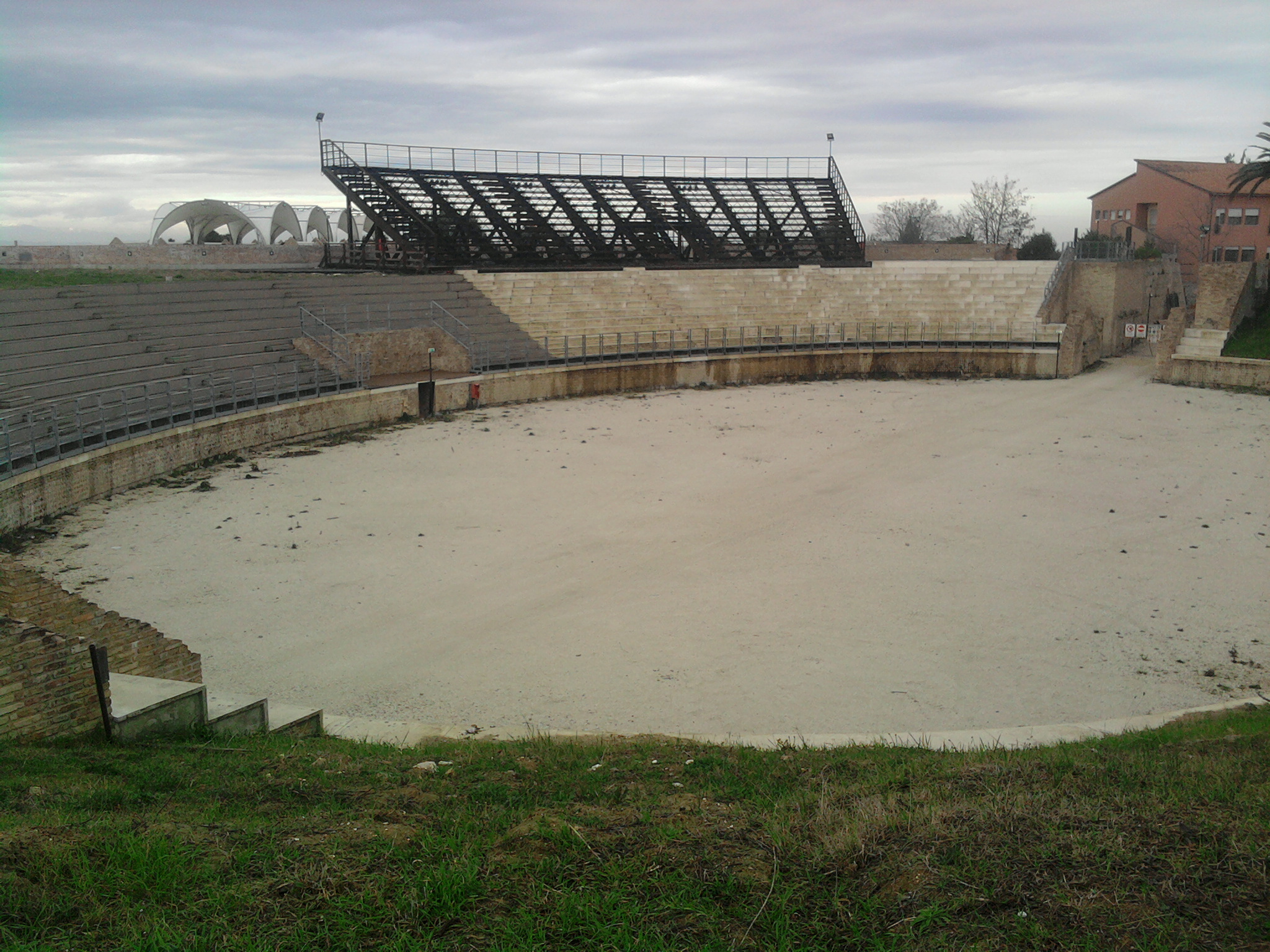
L'amfiteatre de Teate

Apareixen en la història com a poble independent aliat als marsos, pelignes i vestins amb els quals probablement formaven un lliga de defensa mútua. El 311 aC es van aliar als samnites, mentre que els seus aliats van romandre neutrals, i van emprendre hostilitats amb Roma, que en aquest any van assetjar una ciutat anomenada Pollitium, la localització de la qual és totalment desconeguda; el 308 aC, els pelignes i els marsos eren també en guerra amb Roma, però el 304 aC les tres nacions més els marsos van demanar la pau als romans i van obtenir una aliança en termes favorables. A partir de llavors foren fidels aliats romans, i van servir com a auxiliars als seus exèrcits.
Durant la Segona Guerra Púnica van demostrar la lleialtat, i van restar al costat de Roma tot i que el país fou creuat per Hanníbal, i van reclutar una força auxiliar que va anar amb Escipió a l'Àfrica. A la guerra social, van estar al costat dels marsos i pelignes. Heri Asini, a qui Tit Livi anomena praetor Marrucinorum, i que era un dels caps dels confederats italians, va morir en una de les batalles entre Gai Màrius i els marsos. Derrotats el 89 aC, el seu territori fou assolat per Sulpici, lloctinent de Pompeu, i després sotmesos pel mateix Pompeu.
Tot seguit, van rebre la ciutadania romana i van desaparèixer aviat com a poble organitzat políticament i amb entitat pròpia. Encara són esmentats el 43 aC, quan es van declarar contra Marc Antoni, fet que indica que encara tenien existència com a municipi separat, i així devia seguir durant l'imperi.
August va incloure el territori a la quarta regió juntament amb els vestins. Al segle iii sembla que foren inclosos amb els picens i els frentans en la IV regió també anomenada província del Sàmnium.